# 维尔弗里德·洛伦茨
维尔弗里德·洛伦茨（德語：Wilfried Lorenz，1932年1月18日—），德国男子帆船运动员。他曾代表德国联队参加1964年夏季奥林匹克运动会帆船比赛，联同彼得·阿伦特和乌尔里希·门泽获得一枚银牌。